# Igreja de Santo Antônio de Guaratinguetá
A Igreja de Santo Antônio de Guaratinguetá, Matriz de Guaratinguetá, é a antiga sé arquiepiscopal da Arquidiocese de Aparecida, título transferido, por decreto do Papa Francisco, à Basílica de Nossa Senhora Aparecida. É igreja matriz da paróquia de Santo Antônio de Guaratinguetá, criada em 25 de fevereiro de 1651.

## História
Trata-se do monumento mais antigo de Guaratinguetá. Teve início em uma capela erguida em “pau a pique coberta de palha (sapê)”, nos idos de 1630, local em que se desenvolveu em torno a cidade. Sofreu inúmeras reformas a partir do edifício original em taipa de pilão de 1701 e foi ampliada entre 1773-1780, com o aspecto que se mostra no desenho do arquiteto austríaco Thomas Ender, de 1817, quando ostentava apenas uma das torres completa.
Nesta antiga catedral foi batizado e celebrou sua primeira missa em 1762 Santo Antônio de Sant'Ana Galvão (conhecido popularmente como Frei Galvão), nascido na cidade.
Após a reforma ocorrida entre 1822 e 1847, chega a sua configuração atual. O último alteamento da torre se deu em 1913 quando se abrem os nichos para os evangelistas São Marcos, São João, São Lucas e São Mateus na parte externa.
Tornou-se a sé episcopal de Aparecida em 1996, por decreto do cardeal-arcebispo Dom Aloísio Lorscheider. Deixou de ser a catedral por decreto do Papa Francisco, de 22 de outubro de 2016.

## Arquitetura

### Estilo
Com o estilo arquitetônico predominante barroco,  o perfil externo é recortado por coruchéus em forma piramidal. A divisão do corpo da igreja das torres acentua a verticalidade através de colunas duplas. O triângulo frontão é rígido e comprimido no espaço das torres e está assentado sobre a cimalha que corre toda a frente e a lateral da igreja.
Na sua torre direita, construída em 1817, há um relógio colocado em 1899 e sinos de 1856. A torre esquerda foi concluída em 1892.

### Interior
No interior da igreja há três naves separadas por arcos de volta inteira, altares na nave principal e nas laterais, altares no transepto demarcado por um  arco pouco menor que o arco cruzeiro. A capela-mor de corpo menor tem tribunas com janelas de peitoril entalado e na nave, arcos de volta completa, com acabamento sacado em forma elíptica.
Em seu interior há altares barrocos e neo-clássicos, com elementos rococó, afrescos e entalhes de madeira, com destaque para o para-vento da entrada. Entre suas imagens destacam-se as de São Miguel, de Nossa Senhora das Dores, de Nossa Senhora do Carmo, Nossa Senhora do Rosário e a seiscentista imagem em terracota de Santo Antônio, padroeiro de Guaratinguetá.
Ainda há inscrições em placas funerárias, como de Monsenhor João Fillipo (1928) e Dom Antônio de Almeida Morais Júnior, arcebispo de Niterói (1984), antigos vigários.

## Tombamento
Seu tombamento se deu pela Lei Municipal n.º 177, de 26 de junho de 1952, que a declara “obra de valor histórico como monumento da fundação de Guaratinguetá”.